# Sólyi gyermekgyilkosság
A sólyi gyermekgyilkosság a 2010-es évek egyik legmegrázóbb és legfelkavaróbb magyarországi bűncselekménye volt, amelynek során 2018. május 18-án a Veszprém megyei Sólyon a 16 esztendős Farkas Ferenc brutális kegyetlenséggel meggyilkolta a 8 éves Horváth Adriennt a falu határában. A közvélemény számára felháborítólag hatott az is, hogy az elkövető családja a büntetőeljárás során, fiuk kimosdatása céljából olyan üzelmeket is folytatott, hogy életszerűtlen, hamis vádakkal az áldozat családját keverjék bele a bűncselekmény elkövetésébe. Ezenkívül az elsőfokú ítélet meghirdetését követően a gyilkosságot elkövető fiú apja, id. Farkas Ferenc még külön meg is fenyegette az áldozat édesapját, Horváth Győzőt és a kislány testvérét, ami miatt ellene külön eljárás is indult. Ugyanakkor fiának hamis tanúzásért is külön felelnie kell.

## Az eset háttere
A gyilkosságot elkövető, hajmáskéri illetőségű ifj. Farkas Ferenc az eset idején nehéz körülmények között élő, enyhén beszédhibás, autizmussal is küszködő fiatal volt. Az óvodában is külön figyelmet igényelt magatartási problémái miatt. Az iskolában is állandó gondot jelentett a fiú, 5. osztályban például a székhez kötözte tanárát, társait lökdöste, fenyegette, gyakran csinált úgy pisztolyt formáló kezével, mintha lelőné őket. A közösségi oldalakra posztolt fotóin Ferenc szeretett késekkel, kardokkal és bozótvágókkal pózolni, sőt fenyegetően viselkedett sok másik emberrel szemben.
Voltak, akik a gyilkosság elkövetése utáni napokban állították, hogy a fiú megkötözve fogva tartott egy kislányt a házukban, akinek végül nem esett baja, ám ezt az állítást id. Farkas Ferenc, az elkövető édesapja cáfolta és a cáfolatot később a megyei rendőrfőkapitányság is megerősítette.
Az utólagos szakértői vizsgálatok megállapították Ferencnél a pedofíliára való hajlamot, továbbá egyfajta perverz szexuális indíttatást is, ami esetlegesen a bűncselekmény elkövetésére sarkalhatta. Személyiségzavarban vagy más hasonló betegségben nem szenved, ezért tettének súlyával és következményeivel tisztában kellett lennie az elmeorvosi vélemény szerint. A fiút környezete is agresszívnak írta le, aki indulatait nem tudja megfelelően kezelni.
A Horváth család, akik Sólyon éltek, két gyereket neveltek szerény, de normális körülmények között: az idősebb Dánielt és a fiatalabb Adriennt.

## A gyilkosság elkövetése
Adrienn az eset napján játszani indult a szomszédba barátnőjéhez, aki viszont aznap nem ért rá, ezért úgy döntött, egyedül indul játszani a rollerével. Útközben összetalálkozott ifj. Farkas Ferenccel, akit látásból ismert csak, mivel ő és a testvére, Dániel együtt jártak óvodába. Ennek ellenére Ferencnek sikerült elcsalnia magával a kislányt egy erdős területre, a Séd-patakhoz, nem messze egy 18. századi papírmalom maradványaitól.
Itt egy olyan kérdést intézett a nyolcéves lányhoz, miszerint akar-e a felesége lenni, amely feltehetően szexuális közeledést célzott a kislány felé. Adriennt ráadásul teljesen meztelenre vetkőztette a fiú, mire a lány közölte, hogy nem akar semmit tőle, mert ő egy másik fiúba szerelmes. Ez a válasz Ferencet rettenetesen felingerelte és eldöntötte, hogy meggyilkolja a kislányt. Ekkor azt mondta, hogy szeretne neki egy bűvésztrükköt mutatni, amihez hátra kell kötöznie a kezét. A kislány beleegyezett és a fiú megkötözte.
Az így menekülésre képtelenné tett lányt hosszasan kínozta: kötéllel fojtogatta, kővel ütötte, vagdosta, víz alá nyomta, de ezekkel nem sikerült a sértett halálát előidéznie. Végül az eszméletlen kislányt a Séd-patakba dobta.
Odahaza közben a család észlelte Adrienn eltűnését és órákon át keresték az egész falut végigjárva. Este háromnegyed tíz körül értesítették a rendőrséget, melynek tagjai a katasztrófavédelem, a Veszprém Megyei Kutató-mentő Szolgálat és a helyi lakosság segítségével indultak Adrienn felkutatására. A keresésnél helikoptereket és nagy reflektorokat is bevetettek. Tanúk is akadtak, akik látták Adriennt elmenni egy fiúval, aki a házuk közelében járt.
Rögtön képbe került ifj. Farkas Ferenc, akit a fantomkép alapján egy helyi óvónő is azonosított. Őt többen látták is a környéken, mert Hajmáskérről sokszor átjárt biciklivel Sólyra egyik barátjához. A gyilkosság napján is épp a hosszú hétvégére ment oda, addig szülei a falujuk temetőjében jártak.
A kislány holttestét a gyilkosság másnapján, május 19-én hajnali fél háromkor fedezték fel. Eleinte még teljes volt a bizonytalanság, és a család, valamint a falusiak is azt remélték, hogy nem Adrienn került elő.
A keresésben részt vevő egyik helybeli férfi ráakadt előbb Adrienn eldobott cipőjére, zoknijára, majd talált egy véres követ és egy hatalmas vértócsát is. Ekkor azonnal értesítette a rendőröket, akik felfedezték a lány ruháját a patakban. A holttestet végül a vilonyai zsilip közelében találták meg, nem messze Királyszentistvántól, majd azt követően a szülei azonosították.
A vizsgálatok alapján a lány fejét a halántékánál teljesen bezúzták, illetve koponyatörést is szenvedett és az agyvelejét is komoly trauma érte, ám a halálát a vízbefulladás okozta.

## A nyomozás
A rendőrség nyomban megindította az eljárást emberölés gyanúja miatt, mivel egyértelmű volt, hogy Adrienn bűncselekmény áldozata lett. A bizonyítékokat a hatóságok két napon keresztül gyűjtötték és csakhamar őrizetbe vették ifj. Farkas Ferencet. A fiú tagadta a gyilkosság elkövetését, viszont az egyre gyűlő bizonyítékok rendre az ő bűnösségét támasztották alá. Végül a fiú részletes beismerő vallomást tett és helyszíni kihallgatáson megmutatta a nyomozóknak, mit, hogyan és hol csinált.
A Veszprémi Törvényszék elrendelte ifj. Farkas Ferenc letartóztatását, azonban szülei nem voltak képesek felfogni, hogy fiuk ezt tette volna. Édesanyja kijelentette: ha Ferenc egyáltalán bűnös is, a gyilkosságot akkor sem egyedül követte el.
A gyilkosság egész Sólyt megrázta, ahol hasonló bűncselekményekre korábban nem került sor. A tragédia éreztette az országos hatását is, miután a láthatóan indokolatlan és brutális gyilkosság áldozata kiskorú volt, aki egy normális és békés családban élt.
Sóly önkormányzata Horváthék megsegítésére adományokat kezdett gyűjteni, s rövid időn belül rengeteg felajánlás érkezett pénz, élelmiszer, ruhák és technikai eszközök formájában is. Lányuk temetésének költségeit a Veszprémi Közüzemi Szolgáltató Zrt. vállalta magára. Horváth Adrienn búcsúztatására falujában került sor 2018. május 30-án, az eseményen a helyi vezetők és környékbeli polgármesterek is részt vettek.

## A bírósági eljárás
Ifj. Farkas Ferenc ellen 14. életévét be nem töltött személy sérelmére, különös kegyetlenséggel elkövetett emberölés bűntettének elkövetése miatt emeltek vádat.
A gyilkosság, amely már eleve megrázta a Horváth családot, nem az egyetlen megpróbáltatás volt a számukra. Farkas szülei ugyanis nem bírtak belenyugodni abba, hogy fiukat gyilkossággal gyanúsítják és elkezdték fenyegetni a Horváth családot, akiket mindezért felelősnek tartottak.
A vádlott a börtönben magánzárkába került, ahol kamerás megfigyelés alatt állt, ugyanis problémája révén nehezen viselte a bezártságot. A cellájában több alkalommal kísérelt meg öngyilkosságot, de mindannyiszor megakadályozták.
A 2019 júliusi előkészítő ülésen a fiú csak részleges beismerő vallomást tett, ezért a bíróság megindította a bizonyítási eljárást. Ügyét a Veszprémi Törvényszék előtt tárgyalták, a tárgyalást Pfeifer Péter, fiatalkorúak ügyében eljáró bíró vezette.
A per végig zárt ajtók mögött zajlott és az azt megelőző hónapokban a vádlott többször megváltoztatta a vallomását. A gyilkosság tényleges indítéka sosem derült ki. Valószínűleg szülői befolyás hatására vallotta azt a fiú, hogy nem egyedüli elkövető volt, sőt azt állította, hogy Horváth Dániellel, az áldozat testvérével és annak barátjával gyilkolták meg Adriennt. A rendőrség kihallgatta Horváth Győzőt, az édesapát és Dánielt is, valamint DNS-mintát vettek Dánieltől, amely igazolta, hogy semmi köze nem volt az esethez. Ennek ellenére Farkas a vallomásaiban hazugságokat hazugságra halmozott.
Az elsőfokú ítéletet 2020. február 5-én hozta meg a bíróság, ennek kihirdetésekor az áldozat szülei is jelen voltak. Az ítéletet a vádlott távmeghallgatással hallgatta végig. A bíróság a fiatalkorú elkövetők esetében maximálisan kiszabható 15 évet rótta ki ifj. Farkas Ferencre, akit bűnösnek talált aljas indokból, különös kegyetlenséggel, 14 év alatti, védekezésre képtelen személyen elkövetett emberölés bűntettében. Mellékbüntetésként a vádlottat tíz évre eltiltotta a közügyek gyakorlásától is.
A család méltányosnak találta az ítéletet és az ügyész is tudomásul vette, ám ifj. Farkas Ferenc és védője enyhítésért fellebbezett. A védő arra hivatkozott, hogy a bíróság nem vette kellő súllyal figyelembe az enyhítő körülményeket, így a fiú beismerő vallomását, a hátrányos személyiségszerkezetét, életkörülményeit, és azt, hogy megbánta a tettét. A jogerős ítéletet 2020. július 2-án hirdette ki a másodfokon eljáró Győri Ítélőtábla: a zárt ülésen zajló bírósági tárgyaláson változtatás nélkül helybenhagyták a Veszprémi Törvényszék elsőfokú ítéletét. A bíró indoklásában felhozta, hogy a védelem által felsorolt enyhítő körülmények eltörpülnek a súlyosító körülmények mellett, mivel ifj. Farkas Ferenc kitartóan azon volt, hogy kioltsa Horváth Adrienn életét.

## A gyilkosság társadalmi hatása
A sólyi gyilkosság a társadalom figyelmének középpontjába került, újból előhozva a halálbüntetés visszaállításának kérdését és a cigánykérdést is, mivel a gyilkosság elkövetője cigány nemzetiségű volt. A közvélemény külön felháborítónak ítélte, hogy a rendkívül súlyos bűncselekmény elkövetése és a nyilvánvaló tények dacára ifj. Farkas Ferenc családjának és rokonságának több ízben is volt mersze fenyegetni a Horváth családot, konkrétan id. Farkas Ferenc, a gyilkos apja személyesen megöléssel fenyegette meg Horváth Győzőt és fiát, Dánielt az elsőfokú ítélet kihirdetése után. Ez tovább súlyosította az elkövető helyzetét a bíróság előtt.
Pfeifer Péter bíró az elsőfokú ítélet indoklásakor meg is jegyezte, hogy az elkövető vallomásaiban elhangzott hazugságokhoz a Farkas szülők hozzáállása is nagyban hozzájárult, akik fiuk kimentése érdekében másokat kevernek bele az ügybe. Sőt, kitért arra is, hogy id. Farkas Ferenc nem látta el megfelelően a szülői feladatokat, viszont utólag látványos fellépésekkel (pl. a Bibliából való idézgetésekkel) próbál mentegetőzni.
Hamis tanúzásért ifj. Farkas Ferencnek külön felelnie kellett, illetve az életveszélyes fenyegetések miatt az apja, id. Farkas Ferenc ellen is eljárás indult és harminc nap elzárást kapott, amit másodfokon is helyben hagytak.
A feszültség a gyilkos és az áldozat családja között megmaradt, és Farkasék még később is azt állították, hogy fiukat belekeverték a gyilkosságba.

## Külső hivatkozások
- A sólyi gyerekgyilkosság története (deltahirek.hu) Archiválva 2018. augusztus 9-i dátummal a Wayback Machine-ben
- A maximális börtönbüntetést kapta a sólyi gyerekgyilkos (index.hu)
- Furcsa bizonytalanságok a sólyi gyerekgyilkosság körül (index.hu)
- Gyilkossággal fenyegetőzik a sólyi gyerekgyilkos apja (origo.hu)
- Döntöttek a sólyi gyerekgyilkos apjáról (infostart.hu)
- Gyilkossággal fenyegetőzött a sólyi gyermekgyilkos apja (index.hu)
- Sólyi tragédia: élve dobta a patakba gyilkosa a 8 éves Adriennt (24.hu)